# Terpides jessiae
Terpides jessiae är en dagsländeart som beskrevs av Peters och Harrison 1974. Terpides jessiae ingår i släktet Terpides och familjen starrdagsländor. Inga underarter finns listade i Catalogue of Life.